# 창어군
창어군(Qiangic, 羌語支)은 한장어족의 한 어군으로, 주로 티베트버마어파에 분류된다.
중국 남서부의 쓰촨성 서부와 윈난성 북서부의 강 유역 등에 주로 분포하는 소수민족의 언어들로, 창족의 창어가 대표적이다. 과거 서하에서 사용된 서하어도 창어군에 해당하는 것으로 추정된다.

## 세부 분류
다음은 Sun Hongkai (2001)에 따른 분류이다.
- 북부
  - 서하어
  - 창어군
    - 창어(Qiang)
    - Pumi
    - Muya

  - 걀롱어군
    - 걀롱어(rGyalrong)
    - Horpa
    - Lavrung
- 남부
  - Ersu
  - Guiqiong
  - Shixing
  - Namuyi
  - Choyo
  - nDrapa

일부 학자는 나시어군(Naxi, Naic)을 창어군과 함께 분류한다.

## 같이 보기
- 창족